# Someone's Watching over Me
Someone's Watching Over Me је седми званично објављен сингл америчке певачице Хилари Даф, али други са албума Hilary Duff. Поред тога, песма је коришћена и у филму Из свег срца. Спот за ову песму управо садржи кадрове из поменутог филма. Сингл је објављен једино у Аустралији.

## Списак песама
1. - 04:10
2. - 02:41